# Crotophaginae
Crotophaginae es una pequeña subfamilia de aves, perteneciente a la familia Cuculidae, que contiene cuatro especies gregarias de América. En el pasado se clasificaba como la familia Crotophagidae. Contiene a los tres garrapateros y al pirincho.
La subfamilia destaca por la realización de cría cooperativa donde varias hembras ponen sus huevos en nidos comunales. Entre los garrapateros hay una considerable variación de los hábitos de anidamiento. Una especie, el garrapatero mayor C. major pone entre 2 y 3 huevos, mientras que el garrapatero asurcado C. sulcirostris pone siete. En cambio el garrapatero aní C. ani cuyas hembras comparten nido entre varias, ponen hasta 29 huevos en el mismo nido. La incubación dura 15 días en esta especie.

## Taxonomía
La subfamilia contiene cuatro especies, el pirincho (Guira guira) y los tres miembros del género Crotophaga, denominados garrapateros. Los estudios osteológicos del cráneo y del ADN mitocondrial denotan la misma filogenia, concretamente el garrapatero asurcado y el garrapatero aní están emparentados más cercanamente entre sí que con el garrapatero mayor, y el pirincho procedería de una radiación anterior del grupo.
- Género Guira:

- Guira guira - pirincho;

- Género Crotophaga:

- Crotophaga major - garrapatero mayor;
- Crotophaga ani - garrapatero aní;
- Crotophaga sulcirostris - garrapatero asurcado.

- El garrapatero de Cabo San Lucas, Crotophaga sulcirostris pallidula - probablemente un taxón inválido; extinto (alrededor de 1940)

## Distribución y hábitat
Los miembros de la familia se extienden por los hábitats abiertos americanos desde Florida, por el norte, por toda América Central y la mayor parte de América del Sur hasta Río Negro en Argentina.